# Jean-Jacques De Geer (1737–1809)
Jean-Jacques De Geer af Finspång, född 15 juli 1737 i Risinge församling i Östergötlands län, död 13 januari 1809 i Risinge församling, var en svensk friherre och överkammarherre.

## Biografi
Jean-Jacques De Geer föddes 1737 på Finspång i Risinge församling. Han var son till överintendenten Louis De Geer och Eva Kristina Oxenstierna. De Geer blev 1756 förare, 1 april 1757 fänrik vid livgardet och tog avsked därifrån 12 mars 1758. Han blev 5 december 1759 kammarherre och 1778 kammarherre hos drottningen. De Geer utnämndes 2 mars 1794 till RPrRÖO och 2 november 1795 till RNO. Han blev 9 september 1797 överkammarherre hos drottningen. De Geer adlades 1 november 1797 till friherre De Geer af Finspång och introducerades 1798 i Sveriges Riddarhus som nummer 312. Han fick 12 februari 1799 tjänstledigt. Han avled 1809 på Finspång och begravdes 20 februari samma år i Norrköping.
Jean-Jacques De Geer invaldes som ledamot nr 43 av Kungliga Musikaliska Akademien den 16 juni 1772. Han var även hedersledamot av Målare- och bildhuggareakademien.

### Familj
De Geer gifte sig första gången 4 april 1758 på Öster Malma i Ludgo församling med friherrinnan Hedvig Beata Stackelberg (1742–1767), dotter till generalen Wolter Reinhold Stackelberg och grevinnan Christina Beata Taube. De fick två barn, en dotter (1762–1762) och Elisabet Eva Beata Jacquelina De Geer (1766–1831) som var gift med löjtnanten Mattias Alexander von Undern-Sternberg.
De Geer gifte sig andra gången 28 maj 1769 i Stockholm med Fredrika Aurora Taube (1753–1806), dotter till konteramiralen Edvard Fredrik Taube och grevinnan Christina Helena Löwen. De fick barnen Louis De Geer (1772–1773), Sofia Aurora De Geer (1775–1775), överhovmästarinnan Charlotta Aurora De Geer (1779–1834) som var gift med landshövdingen Nils Gyldenstolpe och statsministern Gustaf af Wetterstedt, hovfröken Emilie Fredrika Aurora De Geer (1782–1828) som var gift med generalmajoren Gustaf Mauritz Clairfelt och hovjägmästaren Carl Fredrik Piper, hovmarskalken Johan Jakob De Geer (1785–1733), hovmarskalken Gerhard De Geer (1787–1846) och Julie Aurora De Geer (1789–1790).

## Bilder

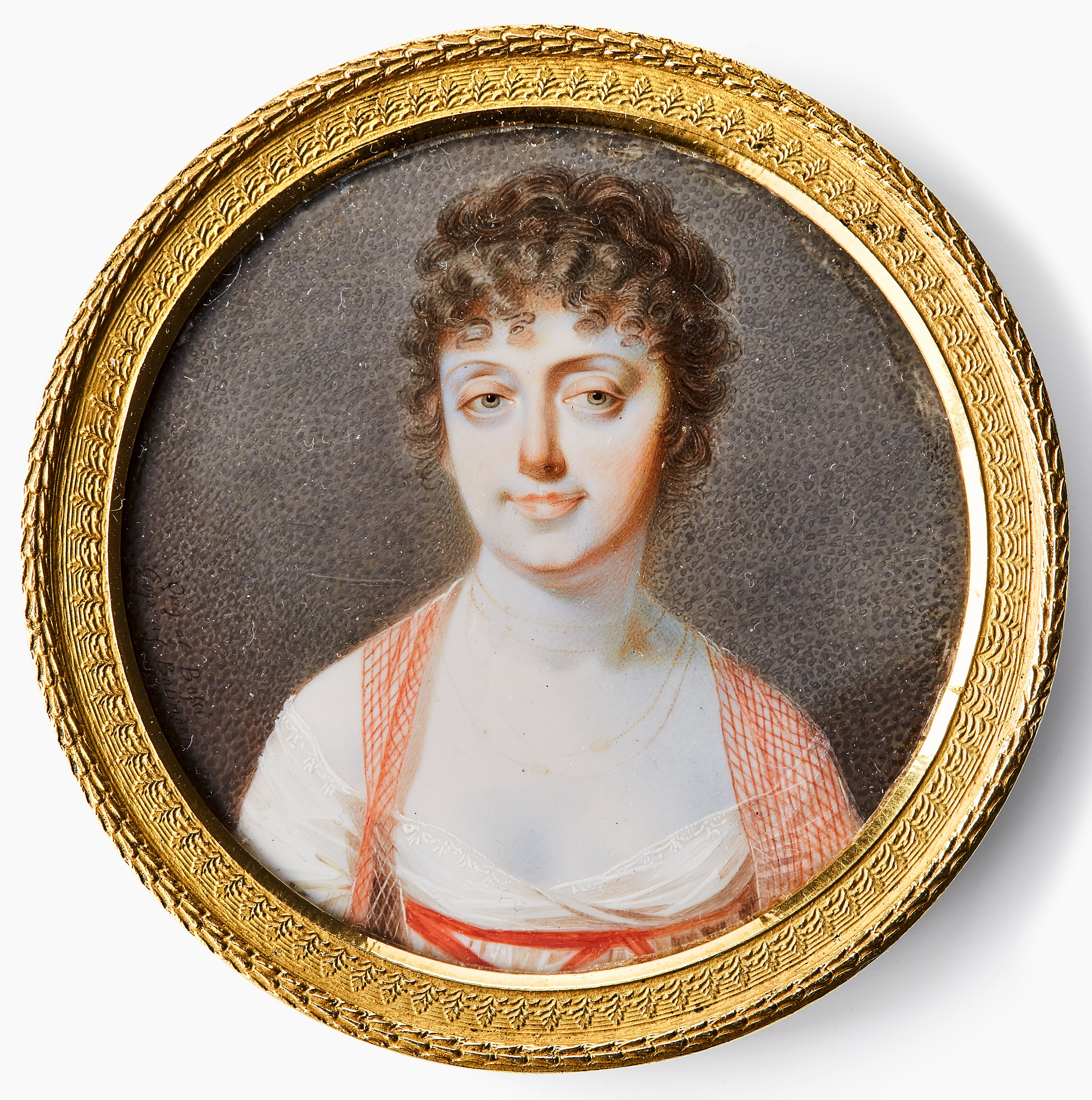
Porträtt av hustrun Fredrica Aurora Taube (1753-1806), avporträtterad 1800 av Johan Erik Bolinder.
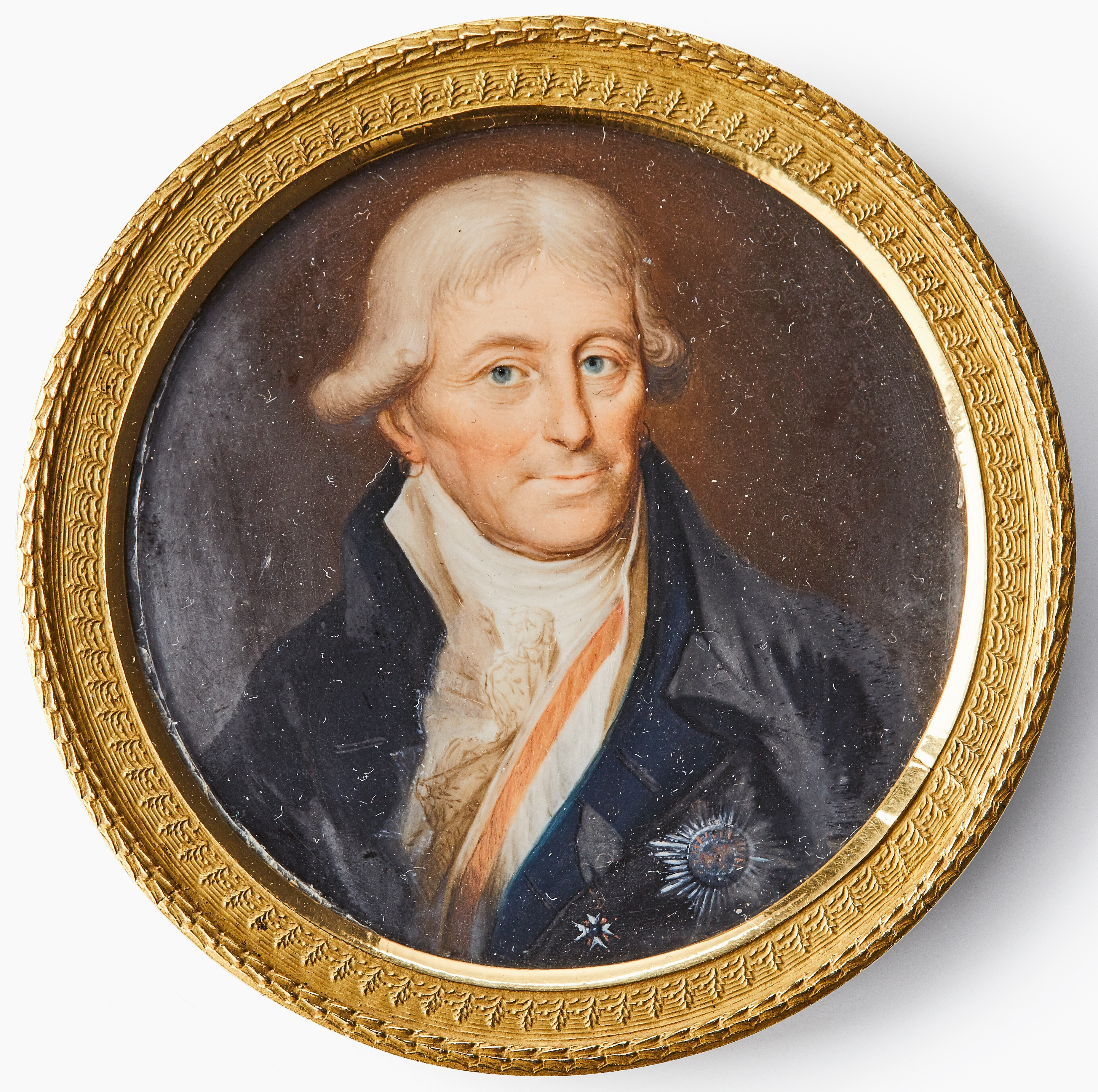
Jean-Jacques De Geer af Finspång, avporträtterad ca 1800 av Carl Viertel. På bröstet syns riddartecknet för Nordstjärneorden samt kraschan för Röda örns orden.